# 10 de mayo
El 10 de mayo es el 130.º (centésimo trigésimo) día del año del calendario gregoriano y el 131.º en los años bisiestos. Quedan 235 días para finalizar el año.

## Acontecimientos
- 28 a. C.: en la Antigua China, durante el reinado del emperador Cheng Di, de la dinastía Han,unos  astrónomos registran una mancha en el Sol. Se trata de una de las primeras observaciones de manchas solares en la historia humana.
- 70: en la ciudad de Jerusalén (Israel), en el marco del sitio a la ciudad, el romano Tito, hijo del emperador Vespasiano, inicia un ataque completo contra la tercera muralla del noroeste.
- 1026: en Córdoba (España) entran los generales Muyahidíes de Jairán.
- 1497: Américo Vespucio inicia su primer viaje a las Indias.
- 1499: se publican las primeras cartas geográficas de Américo Vespucio.
- 1503: el navegante Cristóbal Colón y sus hombres llegan a las islas Caimán y las bautizan Islas de las Tortugas, debido a la cantidad de tortugas que encuentran.
- 1508: en Roma, Miguel Ángel inicia la pintura de los frescos de la Capilla Sixtina.
- 1534: el explorador Jacques Cartier llega a la isla de Terranova.
- 1612: en India se casan Sha Yaján con Mumtaz Mahal. Al morir ella en el parto él ordena la construcción del Taj Mahal como ofrenda póstuma.
- 1655: en el mar Caribe, los británicos bajo el mando de Robert Venables se apoderan de la isla de Santiago (conquistada por los españoles), y la rebautizan como Jamaica.
- 1713: en España se promulga el Reglamento de sucesión de 1713 que limita el acceso de las mujeres al trono, al caso de la inexistencia de legítimos herederos varones .
- 1720: en Salamanca (España) se inicia la construcción de la Plaza Mayor.
- 1768: En Londres (Imperio británico), John Wilkes es encarcelado por escribir un artículo en el periódico The North Briton en el que critica fuertemente al rey Jorge III. Miles de personas salen a las calles a exigir su liberación.
- 1773: en Londres, el Parlamento de Gran Bretaña decreta la Tea Act (ley del té), un monopolio de todo el té estadounidense, diseñado para salvar la empresa British East India Company.
- 1774: en Versalles (Francia) sube al trono Luis XVI tras la muerte de su abuelo Luis XV.
- 1775: en el marco de la guerra de independencia de Estados Unidos, una pequeña milicia colonial británica liderada por Ethan Allen y el coronel Benedict Arnold capturan el Fuerte Ticonderoga.
- 1789: en Brasil es detenido el patriota Tiradentes (José da Silva Xavier).[1]
- 1794: en Francia ―en el marco de la Revolución francesa― es guillotinada Isabel Felipa María Elena, hermana de Luis XVI.
- 1796: en Francia sucede la Conspiración de los Iguales.
- 1796: ocurre la Batalla del puente de Lodi, sobre el río Adda (Lombardía) ―en el marco de la guerra de la Primera Coalición (1792-1797, el primer esfuerzo coordinado de las monarquías europeas para destruir la Revolución francesa)―, Napoleón I de Francia vence a las fuerzas del imperio de Austria, que pierden 2000 hombres.
- 1801: en el marco de la primera guerra berberisca, los piratas berberiscos de la ciudad de Trípoli (capital de la costa berberisca) le declaran la guerra a Estados Unidos.
- 1807: en Montevideo (Uruguay), el general británico John Whitelocke llega a este puerto con el propósito de atacar Buenos Aires (Invasiones inglesas).
- 1808: en Bayona, Fernando VII de España renuncia a sus derechos a la Corona española.
- 1824: En Londres se abre al público la Galería Nacional.
- 1832: en México, Tomás Escalante deja el cargo como gobernador de Sonora.
- 1837: en Nueva York se produce un crash bancario.
- 1840: en España se funda la Sociedad de Tejedores de Barcelona, primer sindicato español.
- 1841: las Cortes nombran al general Espartero regente de España.
- 1850: el Reino de España y la República de Costa Rica firman un tratado de «reconocimiento, paz y amistad».
- 1857: en Mirut (India) se rebelan los cipayos (soldados indios al mando de oficiales británicos). El levantamiento se tradujo en la proclamación de la India como virreinato de la Corona británica.
- 1869: en Estados Unidos se termina la construcción de la primera línea férrea que cruza de costa a costa.
- 1871: entre Francia y Alemania se firma el Tratado de Fráncfort.
- 1871: en Colombia se funda la Academia Colombiana de la Lengua, la más antigua de las Correspondientes de la Real Academia Española.
- 1873: el padre Damián viaja hacia la isla de Molokai, donde estaban confinados todos los enfermos de lepra.
- 1877: Rumania se independiza de Turquía (la cual la reconoce el 26 de marzo de 1881).
- 1886: en España se abren las primeras Cortes de la Regencia de la reina María Cristina, viuda de Alfonso XII de España.
- 1891: en España se estrena el primer número de la revista ilustrada Blanco y Negro, fundada por Torcuato Luca de Tena y Álvarez Ossorio.
- 1900: en Buenos Aires se estrena Atahualpa, ópera en cuatro actos de Ferruccio Cattelani.
- 1906: en San Petersburgo el zar ruso abre las sesiones de la Duma.
- 1907: en París se estrena la ópera Ariana y Barbazul (de Paul Dukas).
- 1911: el proyecto de ley para dividir el archipiélago canario en dos provincias es aplaudido en Las Palmas y rechazado en Tenerife.
- 1911: en el marco de la Revolución mexicana, las tropas maderistas toman Ciudad Juárez.
- 1914: un temblor de tierra causa 60 muertos en Sicilia.
- 1915: Londres recibe el primer ataque con zepelines.
- 1915: en El Salvador se funda el periódico La Prensa Gráfica.
- 1920: en Irlanda, 180 detenidos inician una huelga de hambre de 18 días.
- 1920: en Madrid (España) se inaugura una exposición de abanicos antiguos.
- 1921: Dinamarca declara a Groenlandia territorio de su soberanía.
- 1922: en su debut como boxeador profesional, Kid Charol (Esteban Gallard) derrota en ocho asaltos a Fabio Lameida por fuera de combate.
- 1922: en México se celebra por primera vez el día de las madres, idea introducida por el periodista Rafael Alducin en el periódico Excélsior.
- 1924: en Madrid (España), el rey Alfonso XIII inaugura la exposición oficial del automóvil.
- 1924: en los Estados Unidos, J. Edgar Hoover es designado director del FBI.
- 1928: la aeronave Jesús del Gran Poder parte desde la ciudad de Sevilla con dirección a Oriente con el objetivo de batir el récord mundial de distancia en línea recta.
- 1929: Alberto Moravia publica Los indiferentes.
- 1932: Albert Lebrun es elegido presidente de la República Francesa.
- 1933: Paraguay declara la guerra a Bolivia. La guerra del Chaco será el conflicto bélico más sangriento del siglo XX en Sudamérica (100 000 muertos entre ambos bandos).
- 1933: en Berlín (Alemania), el régimen nazi quema 20 000 libros de autores que figuraban en su lista negra.
- 1934: Famous funnies se convierte en el primer libro de cómics publicado en los Estados Unidos que se pone a la venta en los kioscos.
- 1936: en la Segunda República española las cortes designan presidente a Manuel Azaña.
- 1937: en Barcelona se establece la censura de prensa.
- 1940: en Reino Unido, Winston Churchill inicia su primer mandato.
- 1940: tropas alemanas invaden Bélgica, Países Bajos y Luxemburgo.
- 1941: Rudolf Hess, lugarteniente de Hitler, viaja en un avión a Gran Bretaña, en busca de la Paz.
- 1941: En el ámbito de la Segunda Guerra Mundial, la ciudad alemana de Mannheim es bombardeada con 300 bombas explosivas y 6000 incendiarias, provocando 67 muertos.[2]
- 1943: en Changshiao (provincia de Hunan) el Ejército Expedicionario Japonés al mando del general Shunroku Hata perpetran el segundo día (de cuatro) de la Masacre de Changshiao, en que 30 000 hombres, mujeres y niños fueron violados y asesinados.
- 1943: la aviación aliada bombardea Sicilia.
- 1944: en Valencia se inaugura la XXII Feria Internacional de Muestras.
- 1944: se promulga la Declaración de Filadelfia de la Organización Internacional del Trabajo.
- 1945: El comité para la elección de los objetivos en el Laboratorio Nacional Los Álamos selecciona a las ciudades japonesas de Hiroshima, Nagasaki, Niigata y Kokura como polígono nuclear.
- 1946: en Nuevo México (Estados Unidos), durante los experimentos con cohetes, un V-2 logra alcanzar una altitud de 125 kilómetros.
- 1948: en Corea del Sur se celebran elecciones.
- 1949: la ciudad de Bonn se designa como capital de la República Federal de Alemania (RFA).
- 1951: en Pamplona (España) se declara una huelga general.
- 1952: En la Ciudad de México, México. Se Funda el Canal de Televisión El 5* Propiedad del Grupo Televisa.
- 1954: Bill Haley & His Comets lanzan "Rock Around the Clock", la primera grabación de rock and roll que alcanza el número uno en las listas de la revista Billboard.
- 1954: en Paraguay jura el cargo el nuevo presidente Tomás Romero Pereira.
- 1956: un informe británico sobre el tabaco afirma que cada vez existen más indicios de su incidencia en el cáncer de pulmón.
- 1957: en Colombia, el general Gustavo Rojas Pinilla renuncia al poder y se lo entrega a una junta militar.
- 1957: en la Unión Soviética, el Sóviet Supremo decide descentralizar la economía.
- 1960: el submarino atómico Tritón realiza la primera circunnavegación del globo totalmente bajo el agua.
- 1962: en un pozo artificial, a 258 metros bajo tierra, en el área U9r del Sitio de pruebas atómicas de Nevada (a unos 100 km al noroeste de la ciudad de Las Vegas), a las 7:00 (hora local) Estados Unidos detona su bomba atómica Arikaree, de menos de 20 kilotones. Es la bomba n.º 237 de las 1132 que Estados Unidos detonó entre 1945 y 1992.
- 1962: en los Estados Unidos, la empresa Marvel Comics publica el primer número de la revista The Incredible Hulk.
- 1964: en Túnez se nacionalizan todas las tierras pertenecientes a los europeos.
- 1964: en Honduras se funda la Liga Nacional de Fútbol Profesional.
- 1966: el estado de Massachusetts (Estados Unidos) levanta, después de 87 años, la prohibición de difundir medios preventivos del embarazo y material informativo para el control de la natalidad.
- 1966: en Guatemala, el Congreso confirma a Julio César Méndez Montenegro como presidente de la República.
- 1967: en Bolivia, la guerrilla del Che Guevara cruza el río Ñancahuazú.
- 1971: en Vietnam del Sur se inmolan dos budistas para exigir la retirada de las tropas estadounidenses.
- 1973: en Zuérate (Mauritania) se crea el Frente Polisario.
- 1975: en Bilbao, grupos de extrema derecha protagonizan una nueva jornada de atentados.
- 1975: en Japón, la empresa Sony introduce la grabadora de videocasete Betamax.
- 1976: en Madrid (España) se inaugura el campo de fútbol de Vallecas.
- 1977: en El Salvador aparece el cadáver del ministro de Asuntos Exteriores, secuestrado por la guerrilla el pasado 19 de abril.
- 1978: el Liverpool británico se proclama campeón de la Copa de Europa de fútbol, después de derrotar al Brujas por 1-0. Por su parte, el PSV Eindhoven logra la Copa de la UEFA, tras vencer por 3-0 al equipo francés del Bastia.
- 1978: en México se emite por primera vez el programa de televisión de entrevistas Aquí Nos Toco Vivir con Cristina Pacheco a través del Canal 11 (XEIPN-TV).
- 1979: en Madrid, los incidentes en la cárcel de Carabanchel provocan 2 muertos y 15 heridos.
- 1979: los Estados Federados de Micronesia ganan su autonomía.
- 1979: en Francia, Salvador Dalí ingresa en la Academia de Bellas Artes de Francia como miembro asociado.
- 1981: en Francia, el socialista François Mitterrand, resulta elegido jefe de Estado, con el 52 % de los votos en la segunda vuelta de los comicios presidenciales.
- 1981: en España sucede el Caso Almería: miembros de los GAL (Grupos Antiterroristas de Liberación) torturan y matan a los jóvenes santanderinos Juan Mañas Morales, Luis Montero García y Luis Manuel Cobo Mier tras confundirlos con miembros de ETA.
- 1982: en Lemóniz (Vizcaya), los obreros técnicos se niegan a continuar los trabajos en la central nuclear.
- 1983: el pleno del Congreso español aprueba la ley de expropiación de Rumasa.
- 1984: el Tribunal Internacional de La Haya sentencia que Estados Unidos suspenda el bloqueo y minado de los puertos de Nicaragua y retirar las minas.
- 1984: el Tribunal Supremo español confirma la pena de 53 años de cárcel para Rafael Escobedo, por el asesinato de los marqueses de Urquijo.
- 1985: el Festival Internacional de Cine de San Sebastián recupera su carácter competitivo, que le había sido retirado en 1977.
- 1987: el SSC Napoli gana su primer Scudetto al empatar 1 a 1 contra la Fiorentina en el Stadio San Paolo.
- 1987: la tenista alemana Steffi Graf (17), vence a la argentina Gabriela Sabatini (16) en el Torneo de Roma.
- 1988: en Francia, el presidente Mitterrand nombra a Michel Rocard nuevo primer ministro del Gobierno.
- 1989: el sindicalista polaco Lech Wałęsa recibe la medalla de oro de los Derechos del Hombre que otorga el Consejo de Europa.
- 1989: en Berna (Suiza) el FC Barcelona gana la Recopa de Europa.
- 1989: en Guatemala, partidos políticos, sindicatos e iglesia condenan la última intentona golpista.
- 1990: en la Ciudad de México, el cantante mexicano Juan Gabriel realiza el segundo de cuatro exitosos conciertos consecutivos en el Palacio de Bellas Artes.
- 1990: en Argentina, el territorio de Tierra del Fuego es declarado «provincia».
- 1990: en Varadero (Cuba) se inaugura el Hotel Sol Palmeras, de la cadena hotelera Sol Meliá.
- 1993: en Ecuador, tras el deslizamiento de un cerro que sepultó a más de 200 personas, los equipos de rescate localizan más de 50 cadáveres.
- 1994: en Sudáfrica, Nelson Mandela jura como presidente, siendo el primer negro en desempeñar el cargo.
- 1995: representantes de los Gobiernos de Estados Unidos y Rusia debaten el desarme de ambas naciones.
- 1995: los Gobiernos de Cuba y Saint Kitts y Nevis (San Cristóbal y Nieves) establecen relaciones diplomáticas.
- 1995: en París (Francia), el Real Zaragoza conquista la Recopa de Europa.
- 1996: el escritor español Francisco Umbral, es galardonado con el Premio Príncipe de Asturias de las Letras.
- 1998: en Paraguay, Raúl Cubas gana las elecciones presidenciales.
- 1999: el ejército yugoslavo anuncia la retirada parcial de sus tropas en Kosovo.
- 2001: el juez Baltasar Garzón declara ilegal la organización juvenil Haika (fusión de Jarrai y su homóloga en el territorio vasco-francés) al considerar que se trata de un «apéndice» integrado en la estructura de la banda terrorista ETA.
- 2002: en los Estados Unidos, Robert Hanssen —exagente del FBI que espió durante veinte años para los soviéticos— es condenado a cadena perpetua.
- 2003: el ayatolá Mohamed Baqer al Hakim, líder espiritual chií, regresa a Irak después de 23 años en el exilio.
- 2004: se lanza Hopes and Fears, el primer álbum de la banda británica Keane, llegando a ser uno de los álbumes mejores vendidos en la historia del Reino Unido
- 2004: en Fuerteventura (España), la Guardia Civil intercepta dos «pateras» con 72 inmigrantes, incluido un bebé.
- 2004: en Bagdad (Irak), tropas estadounidenses destruyen el cuartel general del clérigo chií Múqtada al Sáder.
- 2006: el Sevilla FC gana en Eindhoven su primera Copa de la UEFA.
- 2012: en Tucapel (Chile) Dina Gutiérrez Salazar, asume la Alcaldía, está siendo la primera mujer en asumir dicho cargo, además de luego de 12 años regresa está a manos de la Concertación, partido de Izquierda en Chile.
- 2012: en Bolivia, el gobierno nacional y la Empresa Estatal de Televisión del Estado Plurinacional crean el canal secundario de Bolivia TV, Bolivia TV HD que es la primera televisora en alta definición del país sudamericano.
- 2014: en Copenhague (Dinamarca) se celebra el Festival de la Canción de Eurovisión 2014
- 2015: en Uruguay se celebran las Elecciones departamentales y municipales de Uruguay de 2015

## Nacimientos
- 1604: Jean Mairet, escritor y dramaturgo francés (f. 1686).
- 1697: Jean-Marie Leclair, violinista y compositor francés (f. 1764).
- 1727: Anne-Robert Jacques Turgot, político y economista francesa (f. 1781).
- 1735: Lorenzo Hervás y Panduro, gran figura del enciclopedismo español, precursor de la Filología comparada (f. 1809).
- 1748: Louis Pierre Vieillot, ornitólogo francés (f. 1830).
- 1760: Johann Peter Hebel, alemán escritor y poeta (f. 1826).
- 1760: Claude Joseph Rouget de Lisle, capitán, ingeniero y compositor francés, autor de La Marsellesa (f. 1836).
- 1770: Louis Nicolas Davout, general y político francés, ministro de Defensa (f. 1823).
- 1788: Augustín Fresnel, físico e ingeniero francés (f. 1827).
- 1810: Pierre Edmond Boissier, botánico suizo (f. 1885).
- 1824: Hugh Low, naturalista y explorador británico (f. 1905).
- 1826: Henry Clifton Sorby, geólogo, naturalista y metalúrgico británico (f. 1908).
- 1838: John Wilkes Booth, actor estadounidense, asesino del presidente Abraham Lincoln (f. 1865).
- 1841: James Gordon Bennett, Jr., editor estadounidense, cofundador de la empresa Commercial Cable Company (f. 1918).
- 1843: Benito Pérez Galdós, escritor y dramaturgo español (f. 1920).
- 1850: sir Thomas Lipton, comerciante británico (f. 1931).
- 1864: Léon Gaumont, inventor francés (f. 1946).
- 1866: Léon Bakst, pintor y diseñador de modas ruso (f. 1924).
- 1872: Marcel Mauss, antropólogo, filósofo y sociólogo francés (f. 1950).
- 1876: Ivan Cankar, poeta y dramaturgo esloveno (f. 1918).
- 1878: Gustav Stresemann, político y periodista alemán, canciller de Alemania, premio nobel de la paz en 1926 (f. 1929).
- 1879: Simon Petliura, político y periodista ucraniano (f. 1926).
- 1885: Fritz von Unruh, escritor alemán (f. 1970).
- 1885: Mae Murray, actriz y bailarina estadounidense (f. 1965).
- 1886: Karl Barth, teólogo y escritor suizo (f. 1968).
- 1886: Olaf Stapledon, escritor y filósofo británico (f. 1950).
- 1888: Max Steiner, compositor de música para cine, director de orquesta y pianista austriaco (f. 1971).
- 1889: Armando Reverón, pintor venezolano (f. 1954).
- 1890: Alfred Jodl, general alemán nazi (f. 1946).
- 1890: Clarence Brown, cineasta estadounidense (f. 1987).
- 1894: Dionisio Garrido Segura, político chileno (f. 1956).
- 1894: Dimitri Tiomkin, director de orquesta y compositor ucraniano (f. 1979).
- 1897: Einar Gerhardsen, político noruego, 15.º primer ministro (f. 1987).
- 1898: Ariel Durant (Chaya Kaufman), escritora e historiadora estadounidense (f. 1981).
- 1899: Fred Astaire, cantante, actor, cineasta y bailarín estadounidense (f. 1987).
- 1900: Cecilia Payne-Gaposchkin, astrónoma y astrofísica británico-estadounidense (f. 1979).
- 1901: John Desmond Bernal, cristalógrafo y físico irlandés-británico (f. 1971).
- 1901: Max Lorenz, tenor alemán (f. 1975).
- 1902: Anatole Litvak, cineasta, productor y guionista ucraniano-estadounidense (f. 1974).
- 1902: David O. Selznick, productor y director estadounidense de cine (f. 1965).
- 1903: Hans Jonas, filósofo alemán (f. 1993).
- 1905: Márkos Vamvakáris, cantautor, ejecutante de bouzouki y músico griego de rebético (f. 1972).
- 1906: Benjamín Cid, abogado chileno (f. 1990).
- 1909: Arturo Moreno, historietista e ilustrador español (f. 1993).
- 1915: Denis Thatcher, militar y empresario británico, esposo de Margaret Thatcher (f. 2003).
- 1916: Milton Babbitt, compositor y educador estadounidense (f. 2011).
- 1918: Diva Diniz Corrêa, zoóloga brasileña (f. 1993).
- 1919: Eugenio Suárez, periodista y empresario español (f. 2014).
- 1920: Josef Svoboda, escenógrafo checo (f. 2002).
- 1921: Luis Ciges, actor español (f. 2002).
- 1922: Nancy Walker, actriz, cantante y directora estadounidense (f. 1992).
- 1923: Heydar Aliyev, general y político azerí, 3.º presidente de Azerbaiyán (f. 2003).
- 1923: Otar Korkia, jugador y entrenador georgiano de baloncesto (f. 2005).
- 1925: Jaime Campmany, periodista y escritor español (f. 2005).
- 1925: Néstor Rossi, futbolista argentino (f. 2007).
- 1926: Hugo Banzer Suárez, militar y dictador boliviano (f. 2002).
- 1928: Arnold Rüütel, político y agrónomo estonio, Presidente de Estonia entre 2001 y 2006 (f. 2024).
- 1928: Lothar Schmid, ajedrecista alemán (f. 2013).
- 1929: George Coe, estadounidense actor y productor (f. 2015).
- 1929: Antonine Maillet, escritora y dramaturga canadiense.
- 1930: George E. Smith, físico e ingeniero estadounidense, premio nobel de física en 2009.
- 1931: Éttore Scola, cineasta y guionista italiano (f. 2016).
- 1931: Ichirō Nagai, seiyū japonés (f. 2014).
- 1932: Rodolfo Zapata, cantante y humorista argentino.(f.2019)
- 1933: Antonio González Orozco, muralista mexicano (f. 2020).
- 1935: Larry Williams, cantante, compositor, pianista y productor estadounidense (f. 1980).
- 1937: Tamara Press, lanzadora de disco y atleta ucraniana (f. 2021).
- 1938: Manuel Santana, tenista español (f. 2021)
- 1938: Maksim Shostakóvich, director de orquesta y pianista.
- 1940: Arthur Alexander, cantante y compositor estadounidense de country y soul (f. 1993).
- 1940: Wayne Dyer, escritor y educador estadounidense (f. 2015).
- 1940: Vicente Miera, entrenador español de fútbol.
- 1941: Eric Barney, atleta argentino especializado en salto con garrocha.
- 1942: Jim Calhoun, jugador y entrenador estadounidense de baloncesto.
- 1942: Carl Douglas, cantante y compositor jamaicano.
- 1942: Fernando Gallardo, actor chileno (f. 2004).
- 1943: Lucinda Worsthorne, escritora, fotógrafa, conductora de televisión y productora británica.
- 1944: Jim Abrahams, cineasta, productor y guionista estadounidense.
- 1944: Juan José Lucas Giménez, político español.
- 1944: Marie-France Pisier, actriz, directora y guionista francesa (f. 2011).
- 1945: Rafael Ribó, político español, presidente de Iniciàtiva per Catalunya.
- 1946: Donovan, cantante, compositor, guitarrista, productor y actor británico.
- 1946: Graham Gouldman, guitarrista y compositor británico.
- 1946: Maureen Lipman, actriz británica.
- 1948: Meg Foster, actriz estadounidense.
- 1949: Miuccia Prada, diseñador italiano de modas.
- 1952: Kikki Danielsson, cantante sueca.
- 1952: Vanderlei Luxemburgo, futbolista y mánager brasileño.
- 1953: Salvador Domínguez, músico español.
- 1953: Tito Santana, luchador profesional estadounidense.
- 1955: Mark David Chapman, ciudadano estadounidense, asesino del músico británico John Lennon.
- 1956: Vladislav Listyev, ruso journalist (f. 1995).
- 1956: Paige O'Hara, cantante y actriz estadounidense.
- 1957: Sid Vicious, bajista y cantante británico. (f. 1979).
- 1958: John Bonello, futbolista maltés.
- 1958: Rick Santorum, político y abogado estadounidense.
- 1958: Yū Suzuki, creador de videojuegos japonés.
- 1959: Danny Schayes, baloncestista estadounidense.
- 1960: Bono (Paul Hewson), cantante, compositor y músico irlandés.
- 1960: Merlene Ottey, corredora jamaicano-eslovena.
- 1961: Danny Carey, baterista estadounidense, de la banda Tool.
- 1962: Ángel Mateo Charris, pintor español.
- 1963: Lisa Nowak, astronauta estadounidense.
- 1963: Vicente Zeballos, abogado y político peruano, primer ministro desde 2019.
- 1965: Linda Evangelista, modelo canadiense.
- 1965: Rony Seikaly, baloncestista y presentador de radio libanés-estadounidense.
- 1966: David Mackenzie, cineasta escocés
- 1967: Young MC, rapero estadounidense.
- 1968: Darren Matthews, luchador británico.
- 1968: Al Murray, comediante y presentador de televisión británico.
- 1969: Dennis Bergkamp, futbolista y mánager neerlandés.
- 1969: John Scalzi, escritor de ciencia ficción y bloguero estadounidense.
- 1970: Gabriela Montero, pianista venezolana.
- 1970: David Weir, futbolista y mánager británico.
- 1970: Dallas Roberts, actor estadounidense.
- 1971: Monisha Kaltenborn, abogada y empresaria indo-suiza.
- 1971: Craig Mack, rapero y productor estadounidense.
- 1972: Radosław Majdan, futbolista polaco.
- 1972: Rodrigo Ruiz, futbolista chileno.
- 1972: Christian Wörns, futbolista alemán.
- 1973: Joshua Eagle, tenista australiano.
- 1973: Aviv Geffen, cantante, compositor, guitarrista y productor israelí.
- 1973: Rüştü Reçber, futbolista turco.
- 1974: Rodrigo García, abogado, empresario y político brasileño.
- 1974: Sylvain Wiltord, futbolista francés.
- 1974: A-Plus, rapero estadounidense, de la banda Souls of Mischief.
- 1975: Hélio Castroneves, piloto de automovilismo brasileño.
- 1976: Claudio Flores, futbolista uruguayo.
- 1977: Henri Camara, futbolista senegalés.
- 1977: Nick Heidfeld, piloto de automovilismo alemán.
- 1977: Hugo Silva, actor español
- 1977: Juanma Castaño, comentarista deportivo español.
- 1978: Bruno Cheyrou, futbolista francés.
- 1978: Reinaldo Navia, futbolista chileno.
- 1978: Kenan Thompson, actor estadounidense.
- 1978: Antonio Álvarez, beisbolista, cantante y político venezolano.
- 1979: Lee Hyo-Ri, cantante surcoreana.
- 1980: Kiril Lazarov, balonmanista macedonio.
- 1981: Belén Arjona, artista pop-rock española.
- 1981: Samuel Dalembert, baloncestista haitiano-canadiense.
- 1981: Humberto Suazo, futbolista chileno.
- 1983: Gustav Fridolin, político y periodista sueco, ministro de Educación de Suecia.
- 1984: Edward Mujica, beisbolista venezolano.
- 1984: Santiago Ramundo, cantante, actor y abogado argentino.
- 1985: Jon Schofield, canoísta británico.
- 1985: Odette Yustman, actriz estadounidense.
- 1986: Emilio Izaguirre, futbolista hondureño.
- 1987: Wilson Chandler, baloncestista estadounidense.
- 1987: Emmanuel Emenike, futbolista nigeriano.
- 1988: Adam Lallana, futbolista británico.
- 1989: Lindsey Shaw, actriz estadounidense.
- 1989: Munir Mohand Mohamedi, futbolista hispano-marroquí.
- 1990: Salvador Pérez, beisbolista venezolano.
- 1990: Stig Broeckx, ciclista belga.
- 1992: Charice Pempengco, cantante, compositora y actriz filipina.
- 1992: Bruno Godeau, futbolista belga.
- 1992: Marco Sportiello, futbolista italiano.
- 1993: Tímea Babos, tenista húngara.
- 1993: Halston Sage, actriz estadounidense.
- 1993: Katrín Davíðsdóttir, atleta de CrossFit islandesa.
- 1995: Missy Franklin, nadadora estadounidense.
- 1995: Loredana Toma, deportista de halterofilia rumana.
- 1995: Aya Nakamura, cantante francesa-maliense.
- 1995: Gabriella Papadakis, bailarina francesa.
- 1995: Jefferson Baiano, futbolista brasileño.
- 1995: Smail Prevljak, futbolista bosnio.
- 1995: Carlos Romo, luchador español.
- 1996: Tyus Jones, baloncestista estadounidense.
- 1996: Kateřina Siniaková, tenista checa.
- 1996: Lucas Martínez Quarta, futbolista argentino.
- 1997: Enes Ünal, futbolista turco.
- 1997: Richarlison, futbolista brasileño.
- 1998: Catalina Carrillo, futbolista chilena.
- 1999: Sebastian Szymański, futbolista polaco.
- 2000: Nawaf Al-Aqidi, futbolista saudí.
- 2000: Destanee Aiava, tenista australiana.
- 2000: Amine Adli, futbolista francés.
- 2004: Bilal El Khannous, futbolista belgo-marroquí.
- 2013: Taufaʻahau Manumataongo, príncipe de Tonga.
- 2020: Carlos de Luxemburgo, príncipe de Luxemburgo, hijo de Guillermo de Luxemburgo y Estefanía de Lannoy.

## Fallecimientos
- 884: Ahmad ibn Tulun, rey de Egipto y Siria (n. 835).
- 1482: Paolo dal Pozzo Toscanelli, matemático y astrónomo italiano (n. 1397).
- 1521: Sebastian Brant, escritor alemán (n. 1457).
- 1547: Francisco de los Cobos y Molina, político español (n. 1477).
- 1566: Leonhart Fuchs, médico y botánico alemán (n. 1501).
- 1569: Juan de Ávila, religioso español canonizado por la Iglesia católica (n. 1500).
- 1641: Johan Banér, militar sueco (n. 1596).
- 1737: Nakamikado, emperador japonés (n. 1737).
- 1774: Luis XV, rey francés (n. 1710).
- 1787: William Watson, médico y físico británico (n. 1715).
- 1798: George Vancouver, oficial de marina y explorador británico (n. 1757).
- 1818: Paul Revere, militar y patriota estadounidense (n. 1735).
- 1819: Mariano Salvador Maella, pintor español (n. 1739).
- 1829: Thomas Young, físico, médico y egiptólogo británico (n. 1773).
- 1849: Hokusai, pintor e ilustrador japonés (n. 1760).
- 1851: Francisco Rodríguez del Toro, militar venezolano (n. 1761).
- 1852: José Mariano de Michelena, militar e insurgente mexicano (n. 1772).
- 1858: Aimé Bonpland, naturalista, médico y botánico francés (n. 1773).
- 1863: Stonewall Jackson, general confederado estadounidense (n. 1824).
- 1889: Mijaíl Saltykov-Shchedrín, periodista, escritor y dramaturgo ruso (n. 1826).
- 1890: Manuel Cassola, general y político español (n. 1837).
- 1897: Andrés Bonifacio, militar y político filipino, presidente de Filipinas (n. 1863).
- 1900: Manuel Aguirre, escultor español (n. 1786).
- 1904: Henry Morton Stanley, explorador y periodista británico (n. 1841).
- 1909: Futabatei Shimei, escritor y traductor japonés (n. 1864).
- 1910: Stanislao Cannizzaro, químico y académico italiano (n. 1826).
- 1914: José Azueta, marino mexicano, asesinado durante la invasión estadounidense (n. 1874).
- 1921: Pedro Palacios y Sáenz, ingeniero español (n. 1847).
- 1930: Julio Romero de Torres, pintor español (n. 1874).
- 1933: María Teresa de Austria-Toscana, aristócrata austriaca (n. 1862).
- 1938: Benjamin Abrahão Botto, fotógrafo libanés nacionalizado brasileño (n. 1890).
- 1945: Richard Glücks, oficial alemán de las SS nazis (n. 1889).
- 1945: Konrad Henlein, militar y político checo (n. 1898).
- 1950: Belle da Costa Greene, bibliotecaria estadounidense (n. 1883).
- 1962: Shunroku Hata, militar y político japonés, ministro de Defensa durante la Segunda Guerra Mundial (n. 1879).
- 1964: Mijaíl Larionov, pintor, ilustrador y diseñador soviético (n. 1881).
- 1967: Lorenzo Bandini, piloto italiano de carreras (n. 1935).
- 1968: José Luis Ozores, actor español (n. 1923).
- 1969: Sótero del Río, médico chileno (n. 1900).
- 1975: Roque Dalton (39), poeta y guerrillero salvadoreño (n. 1935).
- 1977: Joan Crawford, actriz estadounidense de cine (n. 1904).
- 1982: Peter Weiss, dramaturgo y pintor alemán nacionalizado sueco (n. 1916).
- 1986: Enrique Jarnés Bergua, escritor y guionista español (n. 1919).
- 1988: Shen Congwen, escritor y académico chino (n. 1902).
- 1993: Gonzalo Barrios, abogado y político venezolano (n. 1902).
- 1989: Woody Shaw, trompetista y compositor estadounidense (n. 1944).
- 1990: Walker Percy, escritor, ensayista y filósofo estadounidense (n. 1916).
- 1994: John Wayne Gacy, violador de niños y asesino en serie estadounidense (n. 1942).
- 1994: Lucebert, pintor y poeta neerlandés (n. 1924).
- 1997: Jacinto Quincoces, futbolista español (n. 1905).
- 1997: Pepe Risi, cantante español, de la banda Burning (n. 1955).
- 1997: Carmen Herrero Ayllón, química, investigadora y deportista española (n. 1913)
- 1998: José Francisco Peña Gómez, político dominicano (n. 1937).
- 1998: Cesare Perdisa, piloto italiano de automovilismo (n. 1932).
- 1999: Shel Silverstein, poeta, escritor y ilustrador estadounidense (n. 1930).
- 2000: Dick Sprang, dibujante e ilustrador estadounidense (n. 1915).
- 2002: Yves Robert, actor, director, productor y guionista francés (n. 1920).
- 2005: Viviana Gorbato, periodista y ensayista argentina (n. 1950).
- 2005: David Wayne, cantante y compositor estadounidense (n. 1958).
- 2006: Soraya, cantante, compositora, guitarrista y productora estadounidense de padres colombianos (n. 1969).
- 2006: Val Guest, director británico (n. 1911).
- 2007: Juan Carlos Lazzarino, musicólogo uruguayo (n. 1921).
- 2008: Leyla Gencer, soprano turca (n. 1928).
- 2008: Eusebio Ríos, futbolista y entrenador español (n. 1935).
- 2010: Frank Frazetta, pintor, historietista e ilustrador estadounidense (n. 1928).
- 2010: Perla Szuchmacher, dramaturga y actriz argentina (n. 1946).
- 2012: Horst Faas, fotógrafo y periodista alemán (n. 1933).
- 2012: Carroll Shelby, piloto de automovilismo, diseñador y empresario estadounidense (n. 1923).
- 2012: Gunnar Sønsteby, capitán y escritor noruego (n. 1918).
- 2012: Juan María Urdangarin Berriochoa, ingeniero industrial español (n. 1932).
- 2014: Miguel Brascó, escritor y periodista argentino (n. 1926).
- 2014: Carmen Argibay, abogada y jueza argentina (n. 1939).
- 2015: Chris Burden, escultor, ilustrador y académico estadounidense (n. 1946).
- 2016: Carlos García y García, político peruano (n. 1940).
- 2016: Thomas Luckmann, sociólogo alemán de origen esloveno (n. 1927).
- 2016: François Morellet, artista contemporáneo francés (n. 1926).
- 2016: Steve Smith, ciclista canadiense (n. 1989).
- 2019: Alfredo Pérez Rubalcaba, político español (n. 1951).
- 2020: Betty Wright, cantante estadounidense de soul y quiet storm (n. 1953).
- 2021: Cristopher Mansilla, ciclista chileno (n. 1990)
- 2022: Leonid Kravchuk, político ucraniano, presidente de Ucrania entre 1991 y 1995 (n. 1934).
- 2022: María Duval, actriz argentina (n. 1926).

## Celebraciones
- Día de los Medios de Comunicación Social.[3]
El término “comunicación social” fue acuñado por la Iglesia católica[4]y fue esta misma quien instituyó también el 10 de mayo como fecha oficial para celebrar el Día Mundial de los Medios de Comunicación Social o Día Mundial de la Comunicación Social.

- Día Mundial del Lupus.[5]

- Día Internacional de los Arganes.

 Por países
(Por orden alfabético)
- Argentina: 
  - Día del Recuperador Urbano.[6]
(Cartonero).

- Bolivia:
  - Día Nacional del Periodista.

- El Salvador:
  - Día de la Madre.

- Estados Unidos:
  -  Carolina del Norte y  Carolina del Sur:
    - Día Conmemorativo Confederado.[7]
(en inglés: Confederate Memorial Day).

  -  Utah:
    - Promontory: Golden Spike Day.
El Clavo Dorado (también conocido como El Último Clavo) es el último clavo ceremonial de oro de 17,6 quilates colocado por Leland Stanford para unir los rieles del primer ferrocarril transcontinental que cruzaba los Estados Unidos, conectando el Ferrocarril Central del Pacífico desde Sacramento y el Ferrocarril Union Pacific desde Omaha el 10 de mayo de 1869 en Promontory Summit, Territorio de Utah.
(en español: Día del Clavo Dorado).

- Guatemala
  - Día de la Madre.

- Maldivas: 
  - Día del Niño.[8]

- México: 
  - Día de la Madre.

### Santoral católico

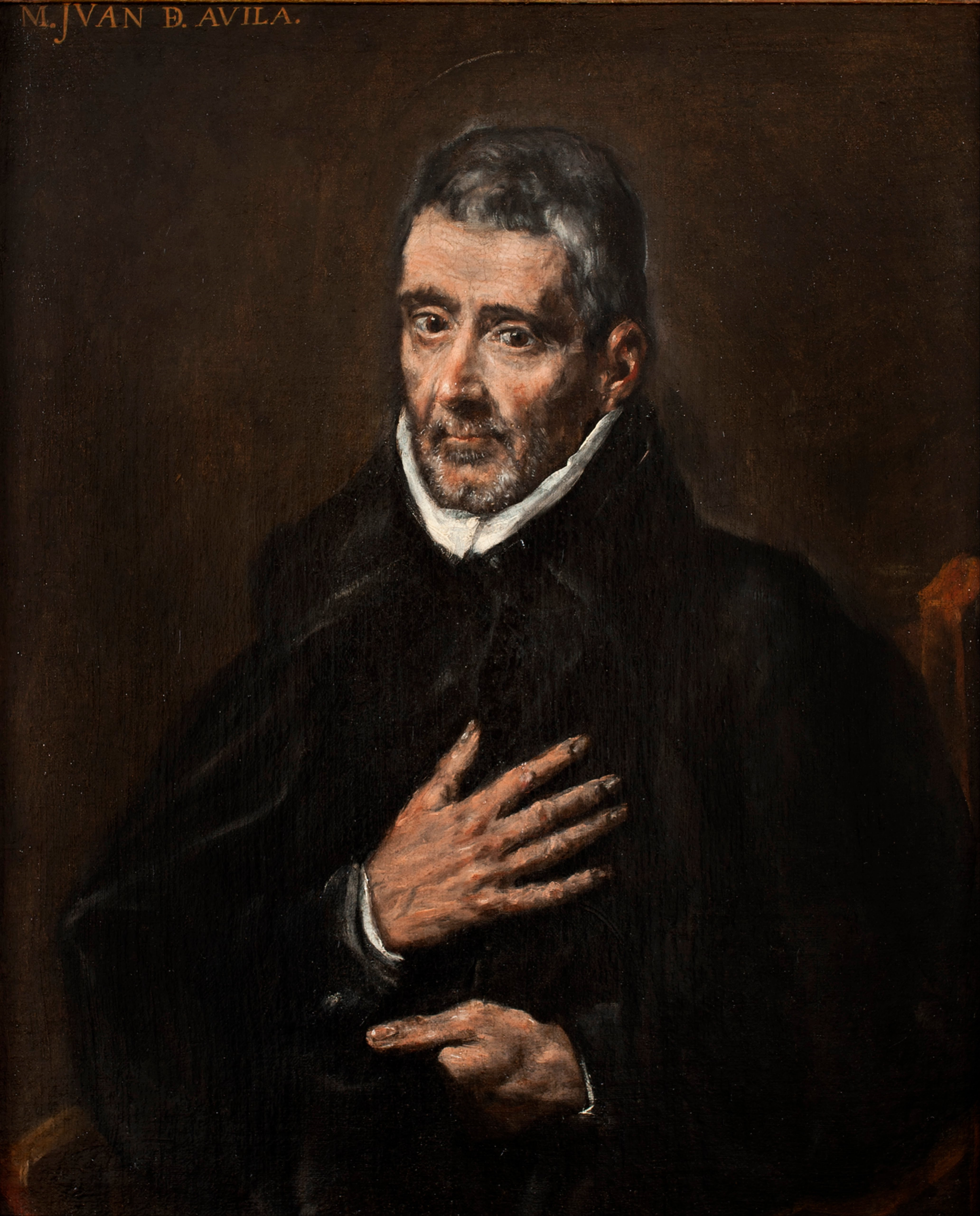
Retrato de Juan de Ávila (1580), por el taller de El Greco, Museo del Greco, Toledo.

- San Juan de Ávila,[9]presbítero (f. 1569). (imagen ilustrativa).
- Santo Job, patriarca.
- San Dioscórides de Mira, mártir.
- Santos Alfio, Filadelfo y Cirino de Lentini, mártires (s. III).
- San Gordiano de Roma, mártir (f. 300).
- Santos Cuarto y Quinto de Roma, mártires (s. IV).
- San Comgall de Bangor, abad (f. 622).
- San Cataldo de Taranto, obispo y peregrino (s. VII).
- Santa Solangia de Bourges, virgen (s. IX).
- San Guillermo de Pontoise, presbítero (f. 1195).

- Beata Beatriz de Este, virgen (f. 1226).
- Beato Nicolás Albergati, obispo (f. 1443).
- Beato Iván Merz (f. 1928).
- Beato Enrique Rebuschini, presbítero (f. 1938).

 Por países
(Por orden alfabético)
- España:
  - Día del Clero.